# 小行星11709
小行星11709（11709 Eudoxos）是一颗绕太阳运转的小行星，为主小行星带小行星。该小行星于1998年4月27日发现。

## 轨道参数
小行星11709的轨道半长轴为2.6038018 UA，离心率为0.108。